# Abbaretz
Abbaretz (bretonsko Abbarez) je naselje in občina v francoskem departmaju Loire-Atlantique regije Loire. Leta 2012 je naselje imelo 1.956 prebivalcev.

## Geografija
Kraj leži v pokrajini Bretaniji 44 km severno od središča Nantesa.

## Uprava
Občina Abbaretz skupaj s sosednjimi občinami La Chevallerais, Conquereuil, Derval, La Grigonnais, Guémené-Penfao, Jans, Lusanger, Marsac-sur-Don, Massérac, Mouais, Nozay, Pierric, Puceul, Saffré, Saint-Vincent-des-Landes, Sion-les-Mines, Treffieux in Vay sestavlja kanton Guémené-Penfao; slednji se nahaja v okrožju Châteaubriant.

## Zanimivosti
- nekdanji rudnik kositra; danes se na njegovem območju nahaja jezero površine 15 hektarjev, namenjeno smučanju na vodi